# Frida Skogman
Frida Susanne Skogman, tidigare Svensson, född 16 oktober 1989, är en svensk före detta fotbollsspelare. Hon har spelat både som mittfältare och försvarare under sin karriär.

## Karriär

### Tidig karriär
Skogman spelade tre matcher för Kopparbergs/Göteborg i Damallsvenskan 2008. Hon gick därefter till Tölö IF. Skogman spelade 18 matcher och gjorde fyra mål i Division 1 säsongen 2010. Följande säsong gjorde hon nio mål på 22 ligamatcher och säsongen 2012 gjorde Skogman fyra mål på 18 matcher. Säsongen 2013 spelade hon åtta matcher och gjorde fyra mål för Kungsbacka DFF.

### Eskilstuna United
I juli 2013 värvades Skogman av Eskilstuna United. Hon gjorde två mål på 11 matcher i Elitettan 2013 då Eskilstuna United blev uppflyttade till Damallsvenskan. Skogman spelade 20 matcher och gjorde två mål i Damallsvenskan 2014. Efter säsongen förlängde hon sitt kontrakt i Eskilstuna United med ett år.
Skogman missade hela säsongen 2015 efter att ha opererat höften. Hon började säsongen 2016 med en ny operation, men kom tillbaka och spelade 14 ligamatcher samt gjorde ett mål. Skogman avslutade sin tid i Eskilstuna United med att spela tre Champions League-matcher, bland annat mot tyska Wolfsburg.

### KIF Örebro
I december 2016 värvades Skogman av KIF Örebro. Hon spelade 21 ligamatcher och gjorde ett mål under säsongen 2017 då KIF Örebro blev nedflyttade till Elitettan efter en 15-årig sejour i högsta serien. I december 2017 förlängde Skogman sitt kontrakt i klubben.
Hon gjorde åtta mål på 24 matcher i Elitettan 2018 och var en nyckelspelare då KIF Örebro åter tog steget upp i Damallsvenskan. Skogman tog en paus från fotbollen under säsongen 2019 då hon skulle bli förälder. Inför säsongen 2020 återvände Skogman till KIF Örebro. Hon gjorde fyra mål på 17 ligamatcher i Damallsvenskan 2020. Efter säsongen 2020 meddelade Skogman att hon valt att avsluta sin fotbollskarriär på elitnivå.